# صفحه فستوس

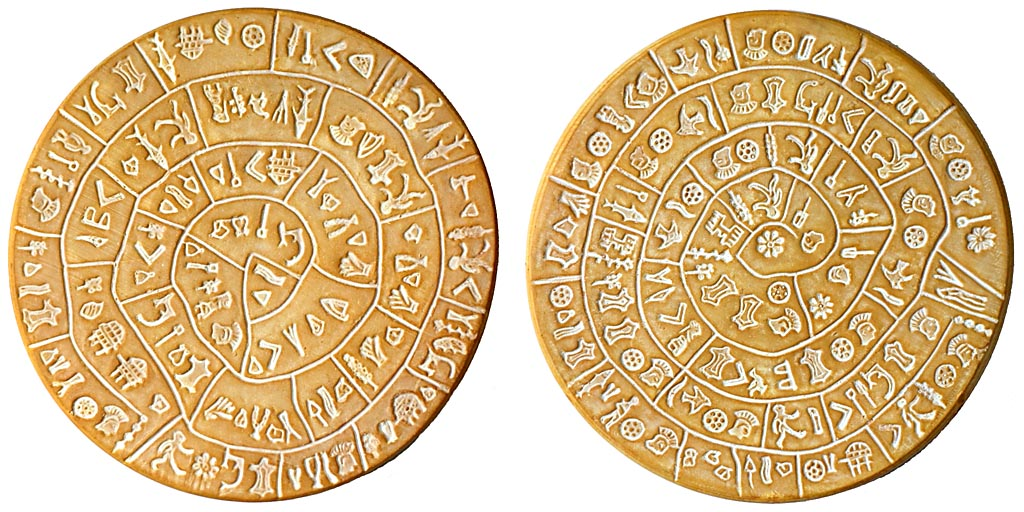
یک روگرفت (نسخه بدل) از صفحه فستوس

صفحه فِستوس (به انگلیسی: Phaistos Disc) یک دیسک سفالی پخته‌شده از جزیره کرت، یونان است که احتمالاً متعلق به دوره میانی یا پایانی عصر برنز مینوسی (هزاره دوم قبل از میلاد) می‌باشد. این دیسک متنی به خط و زبانی ناشناخته را دربردارد. هدف ساخت و محل اصلی تولید آن همچنان مورد بحث است. این دیسک اکنون در موزه باستان‌شناسی هراکلیون به نمایش گذاشته شده است. نام آن گاهی به صورت Phaestos یا Festos نیز نوشته می‌شود.
دیسک در سال ۱۹۰۸ توسط باستان‌شناس ایتالیایی، لوئیجی پرنیه، در طی کاوش‌های کاخ مینوسی فایستوس کشف شد. این دیسک حدود ۱۵ سانتی‌متر (۵٫۹ اینچ) قطر دارد و هر دو طرف آن با متنی مارپیچی پوشیده شده است که در مجموع شامل ۲۴۱ تکرار از ۴۵ علامت متمایز می‌باشد. این علائم با فشار دادن مُهرهای جداگانه بر روی گل نرم، قبل از پختن، ایجاد شده‌اند. اگرچه ویژگی‌های منحصر به فرد آن در ابتدا باعث شد برخی از محققان آن را جعلی یا حقه‌ای بدانند، اما امروزه این دیسک به‌طور کلی توسط باستان‌شناسان به عنوان شیئی اصیل پذیرفته شده است.
این شیء مرموز، تخیل دیرینه‌نگاران آماتور و حرفه‌ای را به خود جلب کرده و تلاش‌های بسیاری برای رمزگشایی کد پشت علائم این دیسک انجام شده است. اگرچه مشخص نیست که این علائم یک خط نوشتاری باشند، اما بیشتر تلاش‌های رمزگشایی فرض را بر این گذاشته‌اند که این‌گونه است؛ بیشتر این تلاش‌ها همچنین فرض می‌کنند که این علائم یک سیلاب‌نگاری (سیلاباری) هستند، در حالی که برخی دیگر آن را یک الفبا یا لوگوگرافی (نوشتار تصویری) می‌دانند.

## اکتشاف
دیسک فایستوس در محل کاخ مینوسی فیستوس، نزدیک به آگیا تریادا، در ساحل جنوبی کرت کشف شد. به‌طور خاص، این دیسک در زیرزمین اتاق ۸ در ساختمان ۱۰۱، از مجموعه‌ای از ساختمان‌ها در شمال شرقی کاخ اصلی، پیدا شد. این مجموعه از چهار اتاق همچنین به عنوان ورودی رسمی به مجموعه کاخ عمل می‌کرد. باستان‌شناس ایتالیایی، لوئیجی پرنیه، این «دیسک» سالم را در تاریخ ۳ ژوئیه ۱۹۰۸ در طی کاوش‌های خود در کاخ اول مینوسی کشف کرد.
دیسک در سلول اصلی یک «انبار معبد» زیرزمینی یافت شد. این سلول‌های زیرزمینی، که تنها از بالا قابل دسترسی بودند، با لایه‌ای از گچ نرم پوشیده شده بودند. محتوای این سلول‌ها از نظر اشیاء قیمتی فقیر بود، اما سرشار از خاک سیاه و خاکستر، مخلوط با استخوان‌های سوخته گاو بود. در بخش شمالی سلول اصلی، در همان لایه سیاه، چند سانتی‌متر جنوب شرقی دیسک و حدود ۵۰ سانتی‌متر (۲۰ اینچ) بالاتر از کف، لوح خطی A با نام 'PH-1' نیز پیدا شد.

## نگارخانه

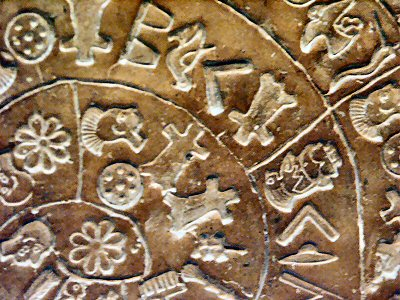
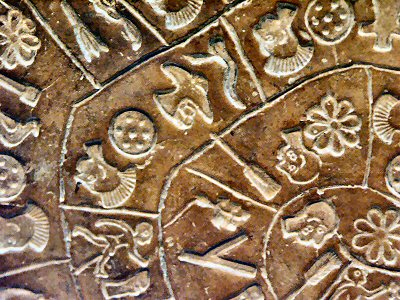
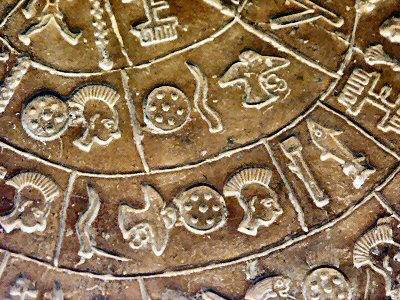
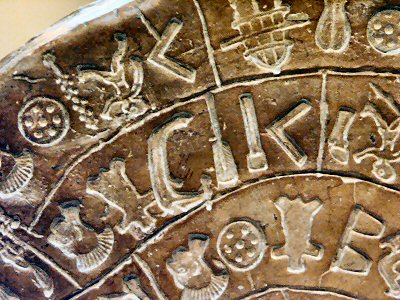
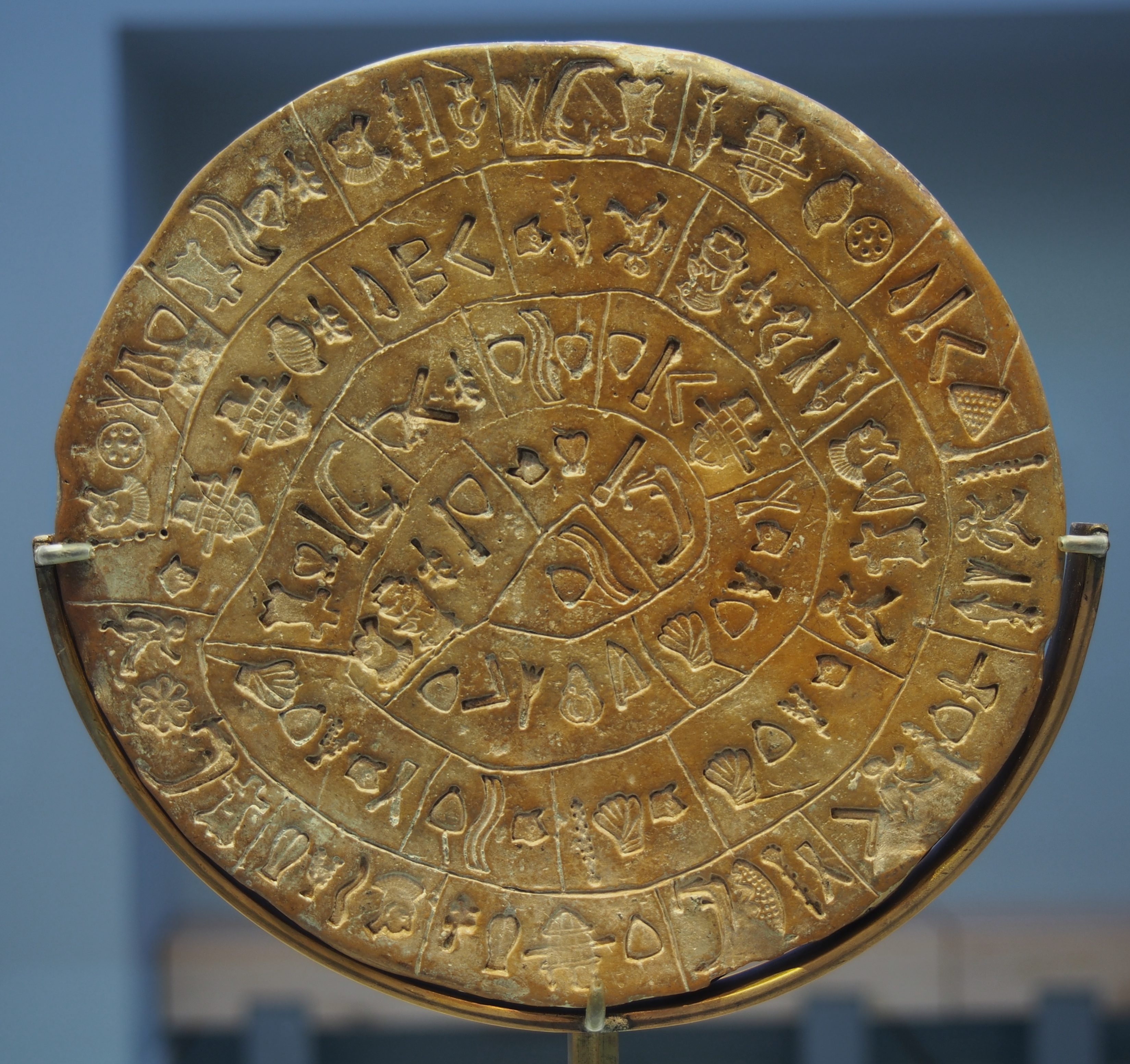
طرف B
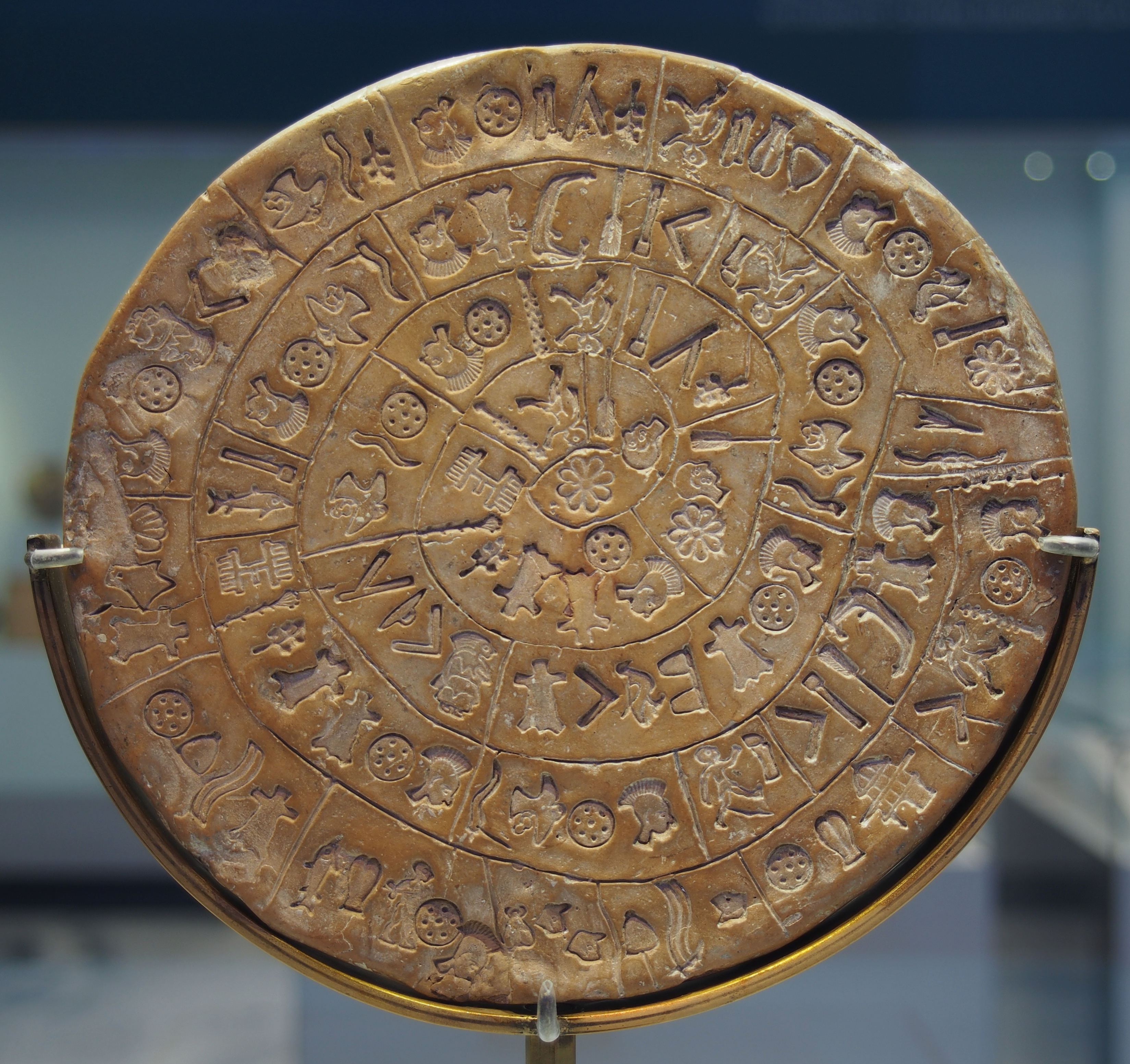
طرف A